# Chinyero
Chinyero és un volcà de l'illa de Tenerife situat en el terme municipal de Santiago del Teide (Illes Canàries).
És un estratovolcà situat al costat del Teide de 1.560 metres d'altitud que està actualment actiu, s'hi enregistren erupcions des del 1393. L'última va ser el 18 de novembre de 1909, i va cessar nou dies més tard, estant l'última erupció volcànica que ha tingut lloc a Tenerife.
Alhora, una superfície de 2379,4 hectàrees prop del volcà es troben protegides sota la denominació de Reserva Natural Especial del Chinyero ocupant part dels municipis de Santiago del Teide, El Tanque i Garachico. L'espai protegit, a causa del diferent grau de colonització que presenta la zona, constitueix un lloc d'interès científic per a l'estudi de la successió ecològica. A més a més, conforma una mostra representativa de la volcanologia històrica de les Canàries. La reserva està també declarada com a Zona d'especial protecció per a les aus (ZEPA).